# Kader Rahman
Kader Rahman (ur. 29 grudnia 1938, zm. 16 grudnia 2024) – hongkoński hokeista na trawie, uczestnik Letnich Igrzysk Olimpijskich 1964.
W 1964 roku Rahman pracował w Banku Ameryki. 
Na igrzyskach w Tokio Rahman grał na prawym środku boiska oraz na środku boiska. Reprezentował Hongkong w dwóch z siedmiu spotkań (w wysoko przegranych meczach przeciwko Indiom i Holandii). Sześć meczów hongkońscy hokeiści przegrali, tylko jeden zremisowali (1–1 z Niemcami). Hongkończycy zajęli ostatnie miejsce w swojej grupie i jako jedyna drużyna na turnieju nie odnieśli zwycięstwa. W klasyfikacji końcowej jego drużyna zajęła ostatnie 15. miejsce. 
Rahman był w składzie Hongkongu na Igrzyskach Azjatyckich 1962 w Dżakarcie, na których drużyna ta osiągnęła szóste miejsce (odpadli w fazie grupowej, w której wygrali tylko z Koreańczykami 2–0). Cztery lata później zajął wraz z drużyną przedostatnie siódme miejsce (zwycięstwo tylko z Tajami).  Na igrzyskach w 1970 roku, Rahman zajął wraz z drużyną siódme miejsce.
W 2012 roku Rahman był jednym z pięciu zawodników z kadry olimpijskiej, który mieszkał w Hongkongu.